# 総合環境政策統括官
総合環境政策統括官 (そうごうかんきょうせいさくとうかつかん) は、環境省の内部部局の一つ。従来の総合環境政策局を改組する形で、分野横断的な省全体の企画立案機能を強化するために新設された。

## 組織
- 総合環境政策統括官
  - 総合政策課
    - 調査官
    - 企画評価・政策プロモーション室
    - 環境研究技術室
    - 環境教育推進室
    - 環境計画室
    - 環境統計分析官

  - 環境経済課
    - 市場メカニズム室

  - 環境影響評価課
    - 環境影響審査室

## 歴代統括官
| 代 | 氏名       | 在任期間                      | 前職                               | 後職         |
| -- | ---------- | ----------------------------- | ---------------------------------- | ------------ |
| 1  | 中井徳太郎 | 2017年7月16日 - 2020年7月21日 | 大臣官房廃棄物・リサイクル対策部長 | 環境事務次官 |
| 2  | 和田篤也   | 2020年7月21日 - 2022年7月1日  | 大臣官房政策立案総括審議官         | 環境事務次官 |
| 3  | 上田康治   | 2022年7月1日 - 2023年7月1日   | 大臣官房地域脱炭素推進総括官       | 大臣官房長   |
| 4  | 鑓水洋     | 2023年7月1日 - 2024年7月1日   | 大臣官房長                         | 環境事務次官 |
| 5  | 秦康之     | 2024年7月1日 - 2025年7月1日   | 地球環境局長                       | 大臣官房長   |
| 6  | 白石隆夫   | 2025年7月1日 -                | 環境再生・資源循環局長             |              |